# 아스트로 노트
《아스트로 노트》(일본어: アストロノオト)는 텔레콤 애니메이션 필름이 제작한 일본의 오리지널 텔레비전 애니메이션이다. 2024년 4월 5일부터 6월 21일까지 도쿄 MX 등에서 방영되었다.

## 줄거리
요리사 미야사카 타쿠미는, 새로운 직장으로서 목조 아파트 「아스카토로소」의 면접에 방문한다. 이 아파트는 조식이 포함되어 있어 요리사를 모집하고 있었다. 그곳에서 타쿠미는 가련한 대가 고토쿠지 미라에게 첫눈에 반해 급히 만든 전갱이 튀김으로 큰 평판을 얻는다. 타쿠미는 살림꾼으로서의 생활을 시작하지만, 아파트에서는 평온한 나날과는 거리가 먼 불가사의한 현상이 차례차례 일어난다. 미라가 외계인이라는 비밀은 타쿠미의 연정에 어떤 영향을 미칠까. 식탁에서 우주까지 펼쳐지는 이야기는 장대한 미스터리로 도약한다.